# Diversidad beta
En ecología, la diversidad beta (diversidad β o verdadera diversidad beta) es la relación entre la diversidad regional y la diversidad local de especies. El término fue introducido por R. H. Whittaker junto con los términos diversidad alfa (diversidad α) y diversidad gamma (diversidad γ). La idea era que la diversidad de especies total en un paisaje (γ) está determinada por dos cosas diferentes, la diversidad media de especies a nivel local (α) y la diferenciación entre sitios locales (β). Otras formulaciones de la diversidad beta son "recambio absoluto de especies", "recambio de especies de Whittaker" y "recambio proporcional de especies".
Whittaker propuso varias formas de cuantificar la diferenciación, y las generaciones posteriores de ecólogos han inventado más. Como resultado, ahora hay muchos tipos definidos de diversidad beta. Algunos usan diversidad beta para referirse a cualquiera de varios índices relacionados con la heterogeneidad composicional. La confusión se evita utilizando nombres distintos para otras formulaciones.
La diversidad beta como medida del recambio de especies hace demasiado hincapié en el papel de las especies raras, ya que la diferencia en la composición de especies entre dos sitios o comunidades probablemente refleje la presencia y ausencia de algunas especies raras en los ensamblajes. La diversidad beta también puede ser una medida de anidamiento, que se produce cuando los ensamblajes de especies en sitios pobres en especies son un subconjunto de los ensamblajes en sitios más ricos en especies. Además, la diversidad beta por pares es inadecuada para construir todas las particiones de biodiversidad (algunas particiones en un diagrama de Venn de 3 o más sitios no pueden expresarse mediante diversidad alfa y beta). En consecuencia, algunos patrones macroecológicos y comunitarios no pueden expresarse completamente mediante la diversidad alfa y beta. Debido a estas dos razones, una nueva forma de medir el recambio de especies, acuñada diversidad Zeta (diversidad ζ), se ha propuesto y utilizado para conectar todos los patrones de biodiversidad basados en la incidencia existentes.